# Comanche Crossing
Comanche Crossing è un film western statunitense del 1968 diretto da Larry Buchanan.

## Produzione
Il film è stato prodotto e diretto dal regista di B-Movie Larry Buchanan e girato in Texas. È il quarto film ad ambientazione western di Buchanan dopo il cortometraggio The Cowboy (1951) e i lungometraggi Grubstake (1952) e Sam (1967).